# Зловісні мерці
«Зловісні мерці» (англ. The Evil Dead) — культовий американський фільм жахів режисера і сценариста Сема Реймі, перша частина однойменної трилогії. Прем'єра фільму відбулася 15 жовтня 1981 року в кінотеатрі Redford Theater у Детройті.
П'ятеро молодих людей зупиняються в покинутому будинку, розташованому серед похмурих лісових гущавин. Вони необережно вмикають старий магнітофон, запис на якому звільняє демонів, охочих зробити з гостей потворних ожилих мерців. 

## Сюжет
П'ятеро молодих людей — Еш, Лінда, Шеріл, Скотті та Шеллі, приїжджають відпочити в старій лісовій хатині, яку вони орендували за зовсім малу ціну. Вони дізнаються, що раніше хатина належала вченому-археологу. Під час святкування раптом сам собою відчиняється підвал. Скотті та Еш спускаються туди та виявляють дивну книгу, кинджал та магнітофон із записом, зробленим колишнім господарем будинку. Ввімкнувши магнітофон, вони чують розповідь археолога про знахідку ним стародавньої шумерської книги «Натурум Демонто», написаної людською кров'ю та обтягненої людською шкірою. На записі археолог зачитує закляття з книги, що має силу прикликати демонів. Зривається вітер і розбиває вікно гілкою дерева. Еш попри ці тривожні події дарує Лінді ланцюжок.
Вночі демони заманюють Шеріл у ліс голосами. В хащах вони змушують гілки та коріння дерев ґвалтувати її. Вирвавшись, Шеріл повертається до будинку та вимагає негайно повертатися, але її не слухають. Брат Шеріл, Еш, таки вирішує відвезти сестру до міста, проте з'ясовується, що дорога назад пролягає через міст, який зруйнувався. Тож Еш і Шеріл повертаються до хатини, де Еш прослуховує решту запису. Він довідується, прикликані за допомогою книги демони можуть вселятися в тіла людей, і єдиний спосіб їх здолати — це розчленувати носія. Незабаром демони вселяються в Шеріл, підіймають її в повітря та пророкують всім у будинку швидку смерть. Потім Шеріл вдає, що померла, та раптово встромляє олівець у ногу Лінди — дівчини Еша. Стається бійка, Скотті вдається вдарити Шеріл обухом сокири і замкнути одержиму в підвалі. Лінда непритомніє, її відносять до сусідньої кімнати.
Згодом демони вселяються в Шеллі, коли вона підходить до вікна. Ставши одержимою, вона нападає на Скотті, проте тому вдається відбитися, вдарити її кинджалом археолога та зрештою розчленувати сокирою. Хлопці збирають останки Шеллі в простирадло, виносять з дому і закопують. Скотті вирішує, попри темряву, знайти спосіб вибратися в обхід мосту. Еш іде перевірити стан Лінди та бачить, що та теж стала одержимою. Лінда починає істерично сміятися. Пізніше в будинок повертається ледь живий Скотті, який розповідає, що знайшов стежку, але зазнав нападу дерев. Тим часом демони Лінда й Шеріл, як здається, позбулися одержимості. Еш здогадується, що це обман, витягує Лінду надвір і покидає там. Скотті в той час помирає від ран.
Лінда повертається в хатину і кидається на Еша з кинджалом, але внаслідок бійки сама наколюється на нього. Еш несе її тіло в сарай, щоб розпиляти електропилкою, проте врешті-решт вирішує закопати поряд із Шеллі. Лінда раптово оживає, нападає на Еша, і той відрубує їй голову лопатою. Повернувшись у будинок, Еш бачить, що Шеріл вибралася з підвалу і вештається навколо будинку. Еш бере рушницю, закриває всі входи та йде до підвалу за набоями.
Демони починають залякувати Еша, створюючи жахливі видовища: звідусіль у будинку тече кров, вмикаються прилади. Шеріл намагається виламати двері, а труп Скотті оживає. Відбиваючись від них, Еш помічає біля каміна «Натурум Демонто», що почав горіти, і Скотті також починає диміти. З цього Еш здогадується, що коли спалити книгу, то загинуть і одержимі. Скотті хапає Еша за ноги і звалює, а Шеріл намагається добити кочергою. Проте Ешу вдається підтягнути книгу ланцюжком, який він раніше подарував Лінді, та кинути книгу в полум'я. «Натурум Демонто» згоряє, а тіла одержимих стрімко розкладаються. З останків вириваються лапи демонів, але не встигають вилізти назовні.
Настає світанок, Еш виходить надвір, де з-за спини на нього накидається демон.

## У ролях
| Актор             | Роль   |
| ----------------- | ------ |
| Брюс Кемпбелл     | Ешлі   |
| Еллен Сендвайсс   | Шеріл  |
| Річард ДеМенінкор | Скотт  |
| Бетсі Бейкер      | Лінда  |
| Тереза Тіллі      | Шеллі  |
| Філіп А. Гілліс   | дублер |
| Дороті Таперт     | дублер |
| Шеріл Гаттрідж    | Дублер |
| Барбара Кері      | дублер |
| Девід Гортон      | дублер |
| Венделл Томас     | дублер |
| Дон Лонг          | дублер |
| Стю Сміт          | дублер |

| Актор           | Роль              |
| --------------- | ----------------- |
| Курт Рауф       | дублер            |
| Тед Реймі       | дублер            |
| Айван Реймі     | дублер            |
| Білл Вінсент    | дублер            |
| Мері Бет Таперт | дублер            |
| Скотт Шпігель   | дублер            |
| Джон Камерон    | дублер            |
| Джоенн Крус     | дублер            |
| Гвен Кочанскі   | дублер            |
| Дебі Ярчевскі   | дублер            |
| Боб Доріан      | голос на плівці   |
| Сем Реймі       | рибалка на дорозі |
| Роберт Таперт   | місцевий селянин  |
| Джош Бекер      | Car Shemp         |

## Виробництво
В оригінальному сценарії була присутня вимога, щоб усі персонажі курили марихуану, коли вони вперше слухають плівку. Актори вирішили насправді спробувати марихуану. Сцену перезняли згодом через неконтрольовану поведінку молодих людей.
Фільм поширювався в країнах СРСР на відеокасетах в авторському перекладі Леоніда Володарського.

## Сиквели та ремейки
Фільм «Зловісні мерці» 1981 року виявився успішним і у 1987-му режисер Сем Реймі випустив сиквел «Зловісні мерці 2», а 1992 року — третю частину «Армія темряви». У 2013 році була зроблена повнометражна спроба перезавантаження — заборонений в українському прокаті через надмірну жорстокість фільм «Зловісні мерці» режисера Феде Альвареза із Джейн Леві в головній ролі. У 2015—2018 роках телеканал Starz представив серіал «Еш проти зловісних мерців» із Брюсом Кемпбеллом, знятий братами Семом і Айваном Реймі разом із Томом Спезіалі. У 2020 році стало відомо про знімання четвертої частини основного циклу «Зловісних мерців»: актор Брюс Кемпбелл повідомив, що постановником фільму під робочою назвою «Evil Dead Now» стане Лі Кронін, автор містичного хоррору «Глибинне зло» 2019 року.

## Цікаві факти
«Зловісні мерці» були першим повнометражним проєктом Сема Реймі, не рахуючи аматорської комедії 1977 року «Це вбивство!» (англ. It's Murder!). Фактором, що дозволив залучити інвесторів для фінансування фільму, стала знята Реймі в 1978 році короткометражка «У лісі», багато в чому стала прообразом «Зловісних мерців».
«Зловісні мерці» — один з 74 фільмів, які потрапили під удар кампанії Video Nasty, розгорнутої в 1980-х роках британськими релігійними організаціями та пресою, які критикували прояви насильства і жорстокості на кіноекрані. Фільм став об'єктом серйозних нападок цензури, внаслідок чого в деяких країнах був або заборонений до прокату, або вийшов в сильно урізаній версії (зокрема в Німеччині фільм був урізаний на 17 хвилин). Через проблеми з цензурою фільм, дистрибуцією якого займалася компанія New Line Cinema, свого часу не зміг стати комерційним хітом, проте до теперішнього моменту зібрав у світовому прокаті понад 29 мільйонів доларів, породив два продовження і сформував один з найвідоміших в історії фільмів жахів франчайзів, центральний персонаж якого (Еш Вільямс) згодом став головним героєм численних коміксів і відеоігор.
У 2013 році вийшов однойменний ремейк фільму з Джейн Леві у головній ролі, однак через надмірну жорстокість фільм було заборонено до показу в Україні.

## Саундтрек
| Список треків | Список треків                      | Список треків |
| #             | Назва                              | Тривалість    |
| ------------- | ---------------------------------- | ------------- |
| 1.            | «Introduction»                     | 0:47          |
| 2.            | «Eye Games/Charm»                  | 2:23          |
| 3.            | «Bridge Out»                       | 1:51          |
| 4.            | «Rape of the Vines»                | 2:13          |
| 5.            | «Ascent/Inflection»                | 1:56          |
| 6.            | «Automatic Writing»                | 0:34          |
| 7.            | «Skin»                             | 0:53          |
| 8.            | «Give Her the Ax»                  | 0:53          |
| 9.            | «Love Never Dies»                  | 2:41          |
| 10.           | «Kandanian Dagger/Book Burning»    | 4:53          |
| 11.           | «Dawn of the Evil Dead»            | 2:45          |
| 12.           | «Not the Shower Curtain»           | 1:47          |
| 13.           | «Check On You»                     | 0:21          |
| 14.           | «Pencil It In»                     | 1:53          |
| 15.           | «Get the Lantern/Book fo the Dead» | 2:35          |
| 16.           | «Dawn/Incantation»                 | 2:31          |
| 17.           | «Shotgun»                          | 2:02          |
| 18.           | «Games»                            | 1:41          |
| 19.           | «The Cabin/Wounded Melody»         | 1:11          |
| 36:26         |                                    |               |